# Florus
|  | Per a altres significats, vegeu «Florus (desambiguació)». |

Florus (en llatí: Florus) és el nom al qual s'atribueixen diverses obres de la literatura llatina de cap als segles i i ii, i principalment l'Epítom d'història romana que resumeix els 142 llibres d'història de Titus Livi en solament dos. La tradició manuscrita li atribueix diversos noms, principalment Luci Anneu Florus (Lucius Annaeus Florus) i Publi Anni Florus (Publius Annius Florus), i, malgrat que bona part dels acadèmics moderns consideren que es tracta del mateix personatge, encara existeixen dissensions.

## Els textos
Sota l'autoria de Florus es troben principalment quatre obres:
- L'Epítom d'història romana de Livi, que en el còdex Bambergensis (segle ix) s'atribueix a Juli Florus i en el Palatinus Latinus (segle ix) i la seva família, a Luci Anneu Florus[1][4]
- La introducció de l'assaig Virgili: orador o poeta? (avui perdut), que conté una biografia de l'autor, Publi Anni Florus[1][4]
- Tot un seguit de lletres i poemes preservats a l'Antologia llatina sota l'autoria d'Anni Florus.[1] Carisi esmenta un Anneu Florus que componia poemes dedicats a l'emperador Hadrià, que segurament es correspon al mateix Florus.[3]
- Una composició poètica breu dedicada a l'emperador Hadrià citada en la Història Augusta, que anomena l'autor Florus[1][4]

Addicionalment, fonamentant-se en l'estil d'aquestes poesies, hom li ha volgut atribuir el Pervigilium Veneris, que altrament també podria pertànyer a un autor del segle iv.

### L'Epítom d'història romana

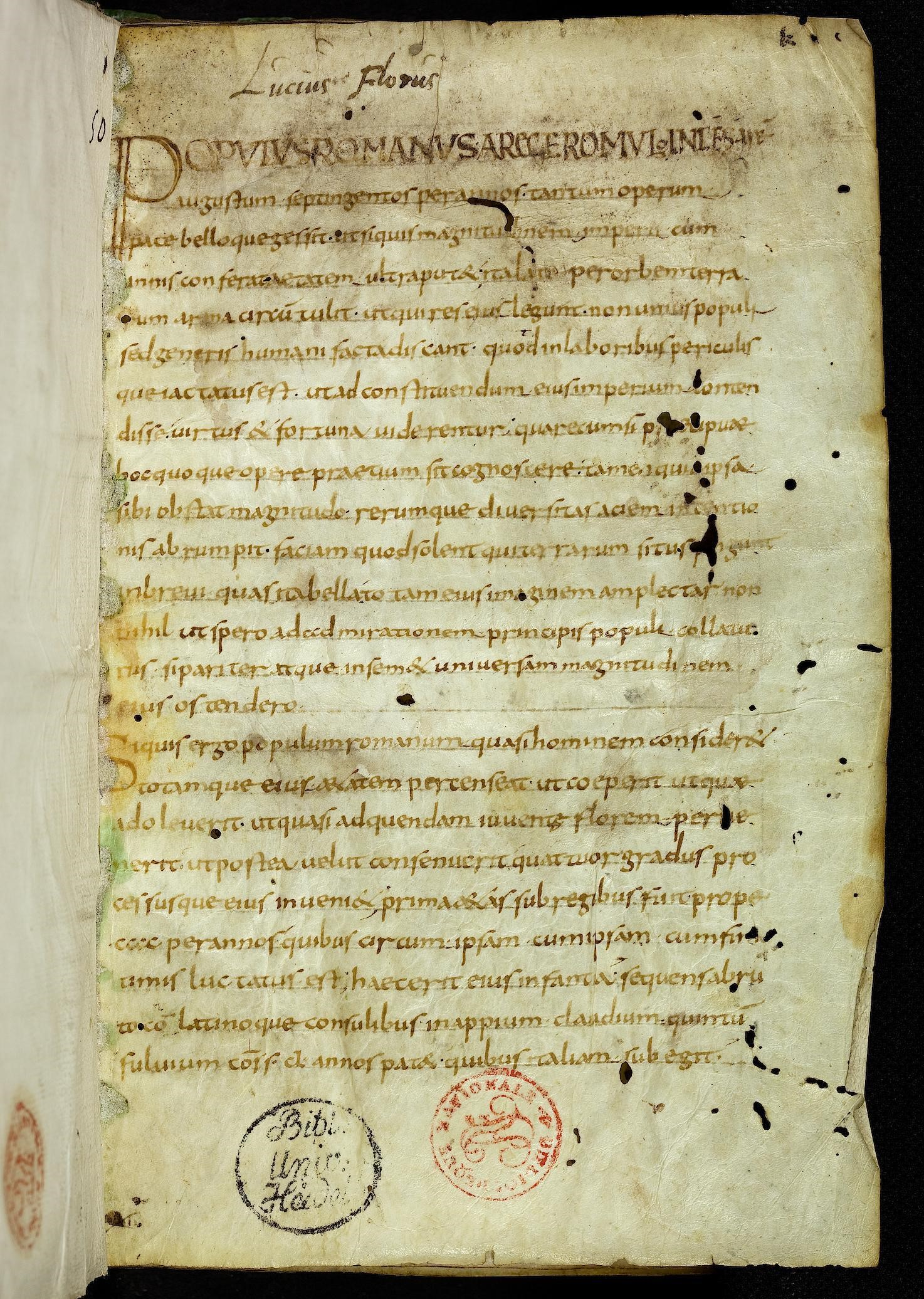
Començament de l'Epítom segons el còdex Palatinus Latinus

És l'obra principal de Florus, i consisteix en un resum d'història romana del moment de la fundació fins al 25 aC, centrat principalment en les guerres. Els manuscrits no ofereixen cap títol específic, i habitualment és anomenat Epítom d'història romana o Epítom de Titus Livi, en tant que és considerat generalment un resum de la gran obra liviana. No obstant això, en realitat Florus s'allunya en diverses ocasions del relat de Livi, de manera que cal descartar que en sigui efectivament un abreujament. A més de Livi, Florus empra també altres fonts com ara Sal·lusti, Cèsar, Cató el Vell i, segurament, Sèneca el Vell, i s'inspira en poetes historicistes com Virgili i Lucà.
L'obra, dividida en dos llibres seguint el còdex Bambergensis, constitueix un panegíric al poble romà, i interpreta els fets sempre de manera favorable als romans. En les lluites internes, gairebé mai no es posiciona; solament en el cas de la Segona Guerra Civil pren partit de part de Cèsar, enfront de Pompeu. Es va escriure en temps de Trajà o, més probablement, Hadrià.
Es tracta d'un text amb un cert gust literari i estilístic, que presenta la història de Roma com una metàfora, on la ciutat té una infància (els reis), una joventut (l'expansió per Itàlia) i una maduresa (el domini de la Mediterrània), deixant entreveure que l'Imperi suposa la senectut. En canvi, en termes històrics l'obra conté nombroses errades, inconsistències i manques de profunditat tant en aspectes cronològics com geogràfics, a més d'anacronismes. D'altra banda, el seu desig per ser breu el condueix sovint a dificultats interpretatives i ambigüitats.
Malgrat els seus defectes històrics, la seva brevetat i exhaustivitat li feren valer una gran popularitat, ja a l'antiguitat tardana i durant l'edat mitjana fins en època moderna: al segle xvii, encara era emprat habitualment com a obra escolar, i fou editat i reimprès en nombroses ocasions. L'editio princeps és de 1471. L'humanista català del segle xv Pere Miquel Carbonell en tenia un exemplar a la seva biblioteca.

## Identitat i biografia
Al llarg de la història, el fet que totes aquestes obres fossin atribuïdes a autors altrament desconeguts i que comparteixen el cognom de Florus ha portat a la temptació de considerar-los un mateix autor. D'altra banda, però, la diversitat de noms ha estat una reticència per molts acadèmics, i també un punt de discussió sobre vertader nom, entre aquells que el consideraven un sol autor. En essència, l'autor del Virgili: orador o poeta? i els poemes preservats remet a un mateix personatge, Publi Anni Florus. Pel que fa a l'autor de l'Epítom, en general es considera que el nom de Juli Florus és una corrupció, tal vegada afavorida per l'existència de Juli Florus, el poeta amic d'Horaci, de manera que cal atribuir l'obra a Luci Anneu Florus. Per qüestions d'estil, molts d'autors s'inclinen a pensar que, efectivament, l'Epítom i el Virgili: orador o poeta? foren escrits per un mateix autor, Publi Anni Florus, i el nom de Luci Anneu Florus en seria una corrupció espúria.

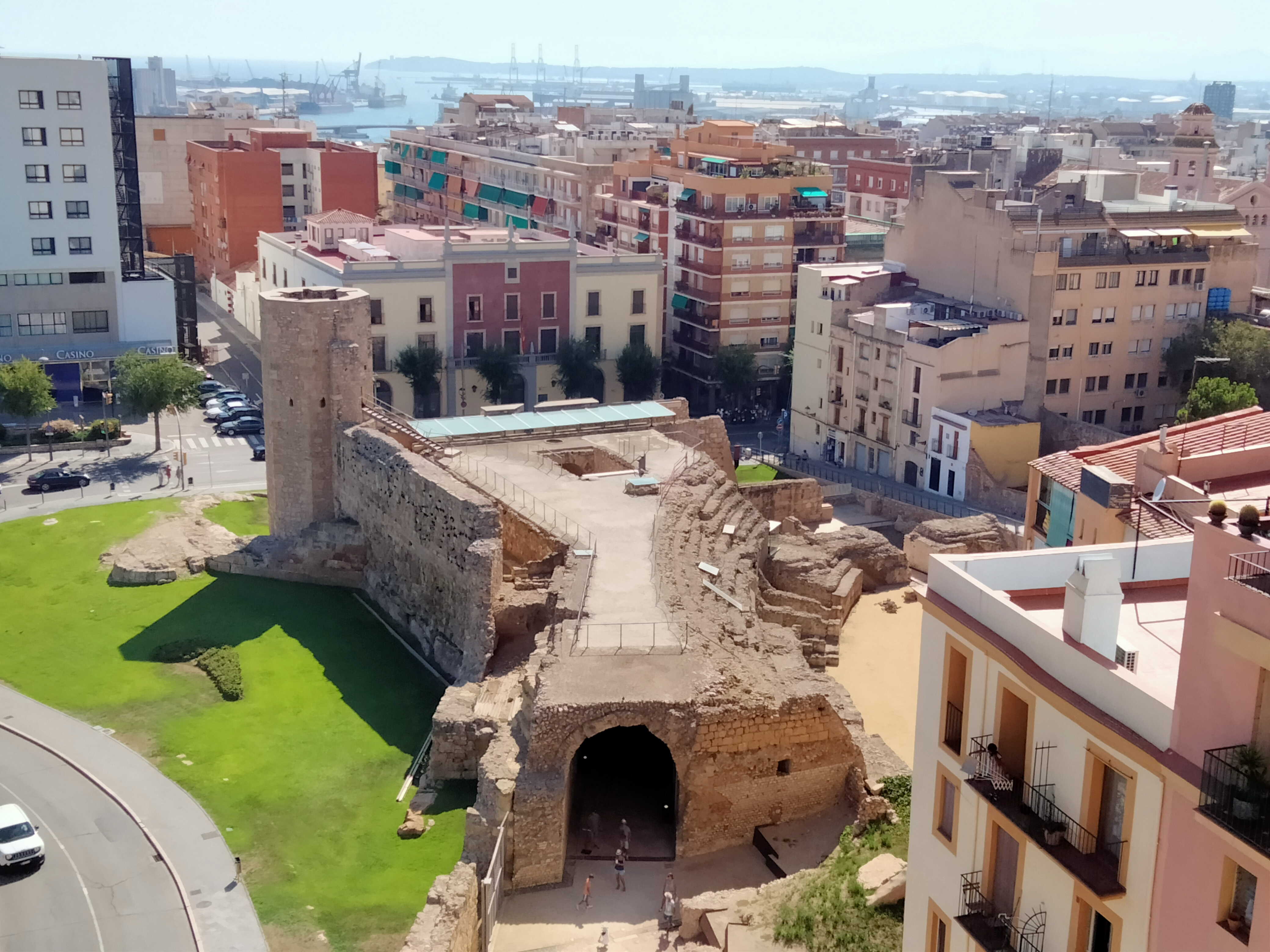
Restes del circ romà de Tàrraco, que Florus degué visitar nombroses vegades

No es coneix res de la biografia de Florus més que per la introducció al Virgili: orador o poeta?. Segons aquestes línies, Florus va néixer l'any 74 a Àfrica, durant el regnat de Vespasià, i en temps de Domicià anà a viure a Roma. Allà participà en els Jocs Capitolins (l'any 86, 90 o 94), on rebé gran aclamació del públic però no guanyà cap premi. Així, emprengué una nova vida de sofista i orador públic, dins el moviment de la segona sofística, i viatjà per tot el món grec: Sicília, Creta, les Cíclades, Rodes i Egipte. De retorn a Roma, viatjà pels Alps i la Gàl·lia, i finalment s'establí a Tàrraco, on fundà una escola de retòrica i literatura. És possible que aquesta connexió amb Hispània fos allò que afavorís que, en temps de Trajà, tornàs a Roma, on la seva poesia havia esdevengut molt popular. Posteriorment, feu amistat amb l'emperador Hadrià, tal vegada per un vincle familiar amb Marc Anni Ver (en), avi de Marc Aureli, en tant que eren de la mateixa gens i atesa la seva relació amb Hispània.

## Edicions

### Edicions
- Forster, S. E. Florus. Epitome of Roman History.  Loeb Classical Library, 1929. Text llatí i traducció a l'anglès.
- Duff, J. Wight; Duff, Arnold M. Minor Latin Poets. Volume II. Florus. Hadrian. Nemesianus. Reposianus. Tiberianus. Dicta Catonis. Phoenix. Avianus. Rutilius Namatianus. Others.  Loeb Classical Library, 1934, p. 423‑435. Text llatí i traducció a l'anglès.

### Traduccions al català
- Icart, Joaquim. L. Anneu Florus. Gestes dels romans. Vol. 1.  Barcelona: Fundació Bernat Metge, 1980. ISBN 8472251705. Text llatí i traducció al català.
- Icart, Joaquim. L. Anneu Florus. Gestes dels romans. Vol. 2.  Barcelona: Fundació Bernat Metge, 1981. ISBN 8472251705. Text llatí i traducció al català.